# Fernando Corbató
Fernando José Corbató (ur. 1 lipca 1926 w Oakland, zm. 12 lipca 2019 w Newburyport) – amerykański informatyk, jeden z pionierów tworzenia wielozadaniowych systemów operacyjnych z podziałem czasu.
W 1990 roku został wyróżniony nagrodą Turinga za pionierski wkład w rozwój systemów operacyjnych, CTSS i Multics.